# Жерманья
Жерманья́ (фр. Germagnat) — коммуна во Франции, находится в регионе Рона — Альпы. Департамент — Эн. Входит в состав кантона Треффор-Кюизья. Округ коммуны — Бурк-ан-Брес.
Код INSEE коммуны — 01172.

## География

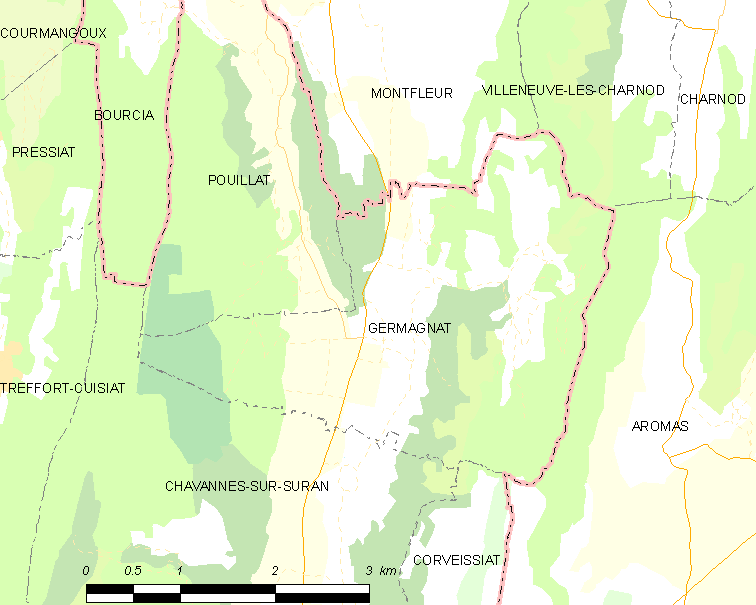
Карта коммуны

Коммуна расположена приблизительно в 370 км к юго-востоку от Парижа, в 80 км северо-восточнее Лиона, в 21 км к северо-востоку от Бурк-ан-Бреса.
По территории коммуны протекает река Сюран.

## Климат
Климат полуконтинентальный с холодной зимой и тёплым летом. Дожди бывают нечасто, в основном летом.

## Население
Население коммуны на 2010 год составляло 145 человек.
| 1962 | 1968 | 1975 | 1982 | 1990 | 1999 | 2010 |
| ---- | ---- | ---- | ---- | ---- | ---- | ---- |
| 131  | 113  | 105  | 90   | 86   | 92   | 145  |

## Администрация
| Период | Период | Фамилия        | Партия                    | Примечания |
| ------ | ------ | -------------- | ------------------------- | ---------- |
| 1995   | 2001   | Альбер Вюйяр   |                           |            |
| 2001   | 2014   | Кристиан Колле | Союз за народное движение |            |
| 2014   | 2020   | Ален Бинар     |                           |            |

## Экономика
В 2010 году среди 91 человека трудоспособного возраста (15—64 лет) 67 были экономически активными, 24 — неактивными (показатель активности — 73,6 %, в 1999 году было 54,9 %). Из 67 активных жителей работали 61 человек (31 мужчина и 30 женщин), безработных было 6 (2 мужчин и 4 женщины). Среди 24 неактивных 6 человек были учениками или студентами, 12 — пенсионерами, 6 были неактивными по другим причинам.